# Рощинский сельский округ (Тайыншинский район)
Рощинский сельский округ (каз. Рощинск ауылдық округі) — административная единица в составе Тайыншинского района Северо-Казахстанской области Казахстана. Административный центр — село Рощинское.
Население — 1590 человек (2009, 2597 в 1999, 3435 в 1989).
Динамика численности
| Численность населения | Численность населения | Численность населения |
| 1989                  | 1999                  | 2009                  |
| --------------------- | --------------------- | --------------------- |
| 3435                  | ↘2597                 | ↘1590                 |

## Социальные объекты
На 1 января 2021 года в Рощинском сельском округе имеются средняя школа в селе Макашевка и основная школа в селе Рощинское. При школах функционируют дошкольные мини-центры. При Рощинской основной школе также функционирует музей.
В округе имеются 2 сельские библиотеки, 2 медицинских пункта.

## Общественные объединения
- Совет ветеранов.
- Совет женщин.
- Совет общественности.

## Религиозные объединения
- Община верующих мусульман в селе Рощинское.
- Римско-католическая часовня от прихода «Царица мира» в сёлах Озерное, Димитровка, Макашевка.
- Римско-католическая часовня от Келлеровского прихода в сёлах Рощинское, Комсомолец.

## История
Рощинский сельский округ образован совместным решением 9 сессии областного маслихата и акима области от 28 апреля 2001 года.
В состав сельского округа была включена территория ликвидированного Макашевского сельского совета (сёла Макашевка, Краматоровка, Октябрьское, Димитровка) и часть ликвидированного Нагорного сельского совета (село Комсомолец)..

## Состав
В состав округа входят такие населенные пункты:
| Населенный пункт   | Населения, человек (1989) | Населения, человек (1999) | Население, человек (2009) |
| ------------------ | ------------------------- | ------------------------- | ------------------------- |
| Димитровка, село   | 542                       | 494                       | 280                       |
| Комсомолец, село   | 394                       | 221                       | 70                        |
| Краматоровка, село | 230                       | 173                       | 89                        |
| Макашевка, село    | 809                       | 622                       | 487                       |
| Октябрьское, село  | 381                       | 252                       | 108                       |
| Рощинское, село    | 943                       | 775                       | 531                       |
| Сарыбай, село      | 136                       | 60                        | 25                        |